# Michael Bacall
Michael Bacall (nacido como Michael Stephen Buccellato; 19 de abril de 1973) es un guionista y actor estadounidense, conocido por haber sido coescritor de las películas Scott Pilgrim vs. The World, 21 Jump Street y Proyecto X.

## Vida y carrera
Bacall nació en Los Ángeles, California, en una familia de ascendencia italiana. Actuó en cine y televisión desde una edad temprana. Pasó a escribir a partir del año 2000, coescribió y coprotagonizó Manic. Desde 2007 forma parte de New Line Cinema.

## Filmografía

### Como actor
- 1989: Wait Until Spring, Bandini como Arturo.
- 1993: Free Willy como Perry.
- 1993: This Boy's Life como Terry Taylor.
- 1997: Buffy the Vampire Slayer – "Some Assembly Required" como Eric Gittleson.
- 2000: Urban Legends: Final Cut como Dirk Reynolds.
- 2001: Manic como Chad.
- 2004: Undertow como Jacob.
- 2007: Grindhouse – Death Proof como Omar.
- 2009: Inglourious Basterds como el soldado de primera Michael Zimmerman.

### Guionista
- 2001: Manic
- 2003: Bookies
- 2010: Scott Pilgrim vs. the World
- 2012: Proyecto X
- 2012: 21 Jump Street
- 2014: 22 Jump Street
- TBA: